# Estación de Saint-Paul
Saint-Paul, de su nombre completo Saint-Paul - Le Marais,  es una estación de la línea 1 del metro de París. Se encuentra en el IV Distrito de la ciudad, bajo el cruce donde la calle de Rivoli cambia de nombre a Saint-Antoine (o viceversa).

## Historia
Fue inaugurada el 6 de agosto de 1900.
Debe su nombre a Pablo de Tarso, también conocido como San Pablo Apóstol, en francés Saint-Paul. Su denominación oficial también hace referencia al histórico barrio de Le Marais.

## Descripción
Se compone de dos andenes laterales de 75 metros de longitud que se ampliaron hasta los 90 metros gracias a una cripta y de dos vías.
Está diseñada en bóveda elíptica revestida completamente de los clásicos azulejos blancos biselados del metro parisino. 
Su iluminación ha sido renovada, empleando el modelo vagues (olas) con estructuras casi adheridas a la bóveda que sobrevuelan ambos andenes proyectando la luz en varias direcciones.
La señalización por su parte usa la moderna tipografía Parisine LED donde el nombre de la estación aparece en letras blancas sobre un panel metálico de color azul. Por último, los asientos de la estación son los modernos Coquille o Smiley, unos asientos en forma de cuenco inclinado para que parte del mismo pueda usarse como respaldo y que poseen un hueco en la base en forma de sonrisa.
Hasta el año 2007 la estación poseía vitrinas que se utilizaban tanto para hacer publicidad como para exponer obras artísticas de autores contemporáneos sobre diferentes temáticas. Saint-Paul disponía también de una iluminación y señalización propia que han desaparecido desde que fuera renovada en el 2010. 

## Alrededores
La estación da servicio al centro del barrio Le Marais, particularmente al Liceo Carlomagno, la calle de los Rosales (rue des Rosiers), la calle Saint-Antoine y el principio de la calle de Rivoli.
También está próxima a la junta municipal del 4º distrito y la Plaza de los Vosgos.